# 圆萼龙胆
圆萼龙胆（学名：Gentiana suborbisepala）为龙胆科龙胆属的植物，为中国的特有植物。分布在中国大陆的贵州、云南、四川等地，生长于海拔2,200米至4,400米的地区，一般生于高山草甸、撩荒地、山坡草地和灌丛中，目前尚未由人工引种栽培。